# Ludwig von Lockstedt
Ludwig Ferdinand von Lockstedt (* 1837 auf Gut Hohenwalde bei Arnswalde, Neumark; † 11. September 1877 in Eberswalde) war ein deutscher Verwaltungsjurist und Rittergutsbesitzer.

## Leben
Ludwig von Lockstedt begann an der Rheinischen Friedrich-Wilhelms-Universität Rechtswissenschaft zu studieren. Am 1. April 1856 renoncierte er beim Corps Hansea Bonn. Da er an die Friedrich-Wilhelms-Universität zu Berlin wechselte, schied er am 24. Oktober 1856 bei Hansea aus. Im Wintersemester 1856/57 war er im Corps Neoborussia Berlin aktiv. Am 23. April 1857 wurde er bei Hansea recipiert. Als Inaktiver ging er im Sommer 1858 wieder nach Berlin. 1859 kam er als Auskultator an das Kammergericht. Er war Referendar in Görlitz und Assessor in Berlin. Von der Rechtspflege wechselte er in Preußens innere Verwaltung. Von 1871 bis zu seinem Tod 1877 war der Landrat des Kreises Regenwalde. Dort war er Erbherr auf Karow und Unheim (1870 erworben).